# Thomas Kirn

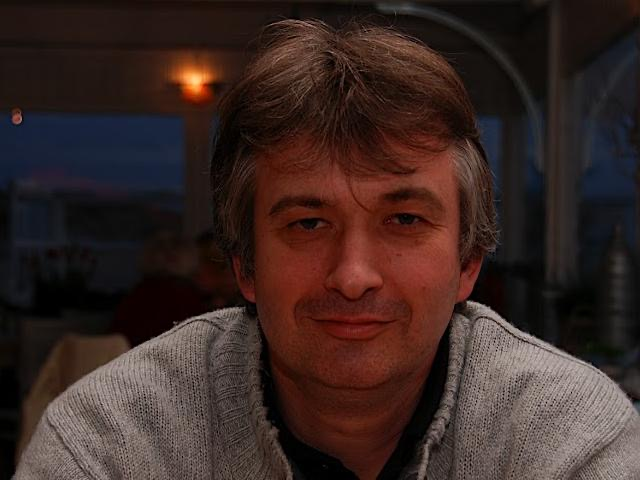
Thomas Kirn

Thomas Kirn (* 21. März 1967 in Köln) ist ein deutscher Physiker.

## Werdegang
Nach seinem Abitur am Städtischen Gymnasium Eschweiler, studierte Kirn Physik an der Rheinisch-Westfälischen Technischen Hochschule Aachen, wo er auch promovierte. Die Dissertation von Thomas Kirn aus dem Jahr 1999 behandelt das Thema „Pilotuntersuchungen zu einem elektromagnetischen Kalorimeter aus PbWO4-Kristallen“. Kirn ist verheiratet und hat drei Kinder. In seiner Freizeit engagiert er sich als Volleyball-Schiedsrichter.

## Forschung und Lehre

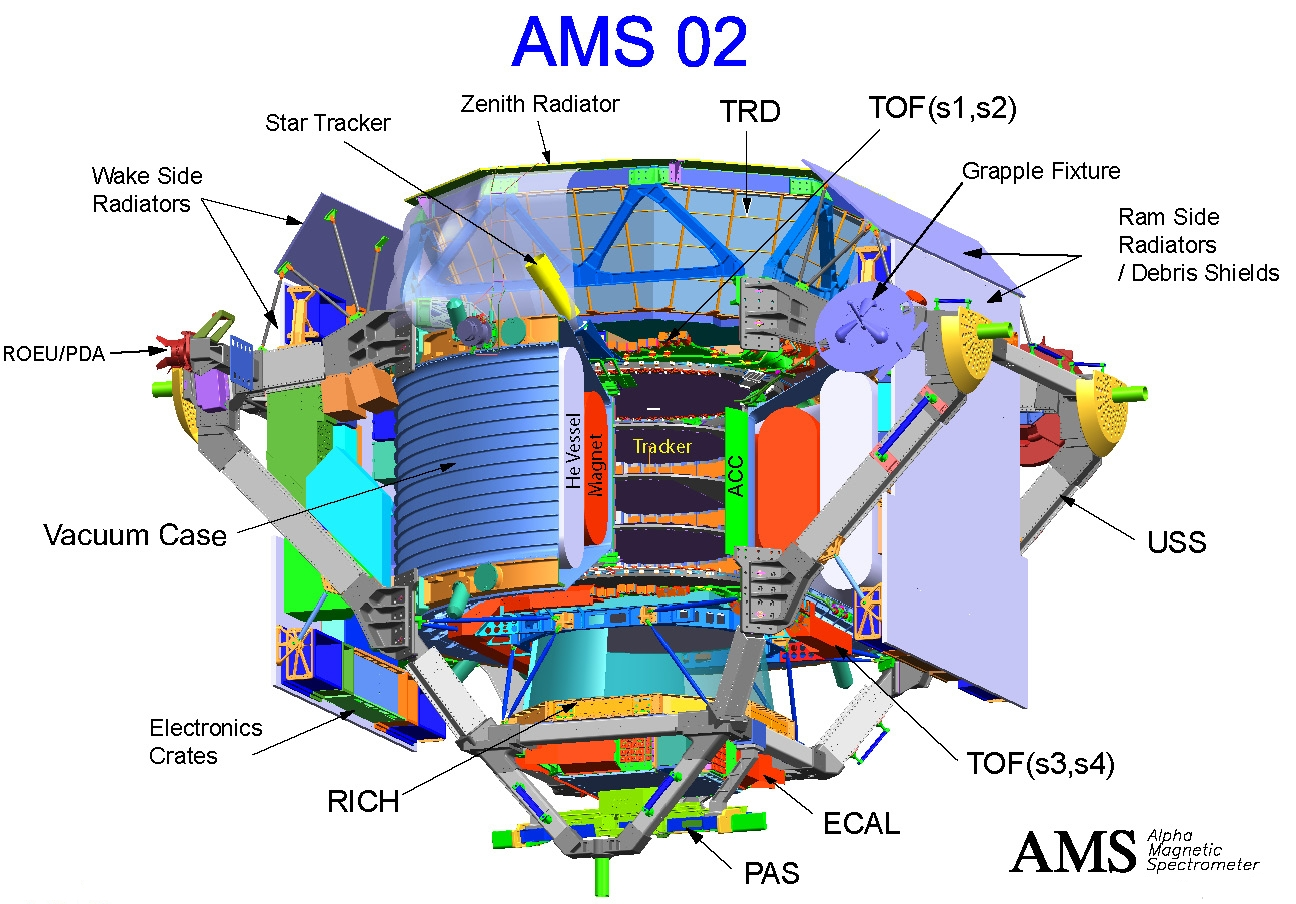
Schematischen Darstellung des AMS-02 Experimentes.

Thomas Kirn ist auf die Forschungsthemen Astroteilchenphysik und Elementarteilchenphysik spezialisiert. Er war an der Entwicklung des AMS-02-Experiments maßgeblich beteiligt und entwickelte den Übergangsstrahlungsdetektor für diesen Teilchendetektor, der 2011 im Rahmen der Mission STS-134 durch das Space Shuttle Endeavour auf die Internationale Raumstation gebracht wurde und der Suche nach Antimaterie dient.
Kirn war Mitglied der Forschungsgruppe, die für den Bau des CMS-Detektors am Large Hadron Collider am CERN verantwortlich ist. Mithilfe des CMS-Detektors konnte das Higgs-Boson nachgewiesen werden. Außerdem ist Kirn an der Entwicklung und den Bau des szintillierenden Faserspurdetektors für das LHCb-Experiment am CERN beteiligt. Seine wissenschaftliche Leistung spiegelt sich 2025 in einem h-Index von 75 wider.

## Publikationen
- T. Kirn (1996): Extensive studies on CeF3 crystals, a good candidate for electromagnetic calorimetry at future accelerators
- T. Kirn (1997): Beam tests of lead tungstate crystal matrices and a silicon strip preshower detector for the CMS electromagnetic calorimeter
- T. Kirn (1997): Properties of the most recent Hamamatsu avalanche photodiodes
- T. Kirn (1997): Comparison of photomultiplier and avalanche photodiode readout of PbWO4
- T. Kirn (1997): Wavelength dependence of avalanche photodiodes
- T. Kirn (1998): Results on light collection measurements at PSI
- T. Kirn (1999): Absorption length, radiation hardness and ageing of different optical glues
- T. Kirn (2001): Performance of the AMS02 TRD prototype
- T. Kirn (2001): The AMS-02 TRD: A detector designed for Space
- T. Kirn (2004): Status of AMS-TRD-Straw Modules
- T. Kirn (2006): Threshold Transition Radiation Detectors in Astroparticle Physics
- T. Kirn (2007): The AMS-02 transition radiation detector
- T. Kirn (2012): The PERDaix detector
- T. Kirn (2013): The AMS-02 TRD on the international space station
- T. Kirn (2014): Production of Scintillating Fiber Modules for high resolution tracking devices
- T. Kirn (2016): SciFi – A large Scintillating Fibre Tracker for LHCb
- T. Kirn (2022): The AMS-100 experiment – The next generation magnetic spectrometer in space